# Jon Kilik
Jon Kilik (* 26. Dezember 1956 in Newark, New Jersey) ist ein US-amerikanischer Filmproduzent. Zu seinen bekanntesten Produktionen gehören die Filmadaptionen der Romantrilogie Die Tribute von Panem.
Kilik studierte an der University of Vermont und macht dort 1978 seinen Abschluss. In den 1980er Jahren machte er in verschiedenen Positionen, etwa als Regieassistent, Erfahrungen im Filmgeschäft und gab 1988 mit Club der Rebellen sein Debüt als Produzent. Ein Regisseur, mit dem er mehrmals zusammenarbeitete, ist Spike Lee.
Für den Film Babel wurde Kilik gemeinsam mit Steve Golin und Alejandro González Iñárritu für den Oscar in der Kategorie Bester Film nominiert. 

## Filmografie (Auswahl)
- 1988: Club der Rebellen (The Beat)
- 1993: In den Straßen der Bronx (A Bronx Tale)
- 1995: Dead Man Walking – Sein letzter Gang (Dead Man Walking)
- 1996: Basquiat
- 1998: Spike Lee’s Spiel des Lebens (He Got Game)
- 1998: Pleasantville – Zu schön, um wahr zu sein (Pleasantville)
- 1999: Summer of Sam
- 1999: Das schwankende Schiff (Cradle Will Rock)
- 2000: Pollock
- 2000: Bevor es Nacht wird (Before Night Falls)
- 2002: 25 Stunden (25th Hour)
- 2004: Alexander
- 2005: Broken Flowers
- 2006: Babel
- 2007: Schmetterling und Taucherglocke (Le scaphandre et le papillon)
- 2008: Buffalo Soldiers ’44 – Das Wunder von St. Anna (Miracle at St. Anna)
- 2010: Miral
- 2010: Biutiful
- 2012: Die Tribute von Panem – The Hunger Games (The Hunger Games)
- 2013: Die Tribute von Panem – Catching Fire (The Hunger Games: Catching Fire)
- 2014: Foxcatcher
- 2014: Die Tribute von Panem – Mockingjay Teil 1 (The Hunger Games: Mockingjay – Part 1)
- 2015: Die Tribute von Panem – Mockingjay Teil 2 (The Hunger Games: Mockingjay – Part 2)
- 2016: Free State of Jones
- 2017: Thank You for Your Service
- 2018: Van Gogh – An der Schwelle zur Ewigkeit (At Eternity’s Gate)
- 2020: Da 5 Bloods
- 2021: Flag Day
- 2023: Ezra – Eine Familiengeschichte (Ezra)